# Pierre-Marie-Athanase Babey
Pierre-Athanase-Marie Babey, nacido el  en Orgelet, fallecido el  en Salins, fue miembro de la Asamblea Constituyente de 1789, miembro de la Convención y miembro del Consejo de los Quinientos. Fue abogado del rey en Orgelet en la época de la Revolución, cuyas ideas abrazó con inflexible firmeza.

## Biografía
Elegido Diputado del Tercer Estado a los Estados Generales, el 15 de abril de 1789, por el Bailliage of Aval, con 188 votos de 372 votantes.
El 26 de abril de 1790, fue uno de los nuevos miembros del comité de investigación, con Poulain de Corbion, Padre Joubert, de Pardieu, Le Déan , Voidel, Cochon de Lapparent, Payen-Boisneuf, Verchère de Reffye , Rousselet, de Macaye, de Sillery.
El 7 de diciembre de 1790, canceló el voto de agradecimiento al departamento de Meurthe sobre el tema del sedición de Nancy, exigió que la Asamblea se declarara permanentemente para esperar por la aceptación del rey en la presentación de la constitución civil del clero; y, el 28 de febrero de 1791, tomó la palabra para demostrar la urgencia de una ley contra los emigrantes, e hizo declaraciones amenazantes contra los miembros de la Comisión de Constitución que se negaron a presentar este proyecto de ley.
En el siguiente 15 de julio, pidió convertir en decreto la opinión de los comités de que el rey debería ser suspendido de su cargo hasta la finalización de la Constitución, y despojado del trono, si no lo hacía. No lo acepto.
Elegido miembro de la Convención por el departamento de Jura, el 5 de septiembre de 1792, por una pluralidad de votos de 430 votantes, trajo opiniones moderadas a esta asamblea . En el juicio de Luis XVI, respondió, en la 3.ª llamada lista: "Voto por la reclusión de Luis hasta la paz, y por el destierro en ese momento". Exigió al mismo tiempo la convocatoria de las asambleas primarias.
Inclinado hacia la Gironda, y habiendo protestado contra las 31 de mayo, estuvo entre los 73 detenido por este hecho.
El 21 Vendémiaire Año IV, fue incluido, como diputado del Jura, entre los miembros de la Convención que ingresaron en el Consejo de los Quinientos, por 221 votos de 254 votantes, y formó parte de este Consejo hasta Floreal Año VII.
No desempeñó ningún papel político bajo el Imperio.